# Otto Warburg (medicinare)
Otto Heinrich Warburg, född 8 oktober 1883 i Freiburg im Breisgau, Baden, död 1 augusti 1970 i Väst-Berlin, var en tysk läkare som 1931 tilldelades Nobelpriset i medicin. 

## Biografi
Warburg var chef vid Max Planck-institutet för biologi i Berlin-Dahlem.
År 1925 erhöll han guldmedaljen Adolf-von-Baeyer-Denkmünze och 1931 Nobelpriset i fysiologi eller medicin för sin "upptäckt av andningsfermentets art och verkningssätt". Han var son till fysikern Emil Warburg.
Under sitt arbete vid Neapels zoologiska station utförde Warburg forskning om syreförbrukning i sjöborreägg och visade att efter befruktningen ökar andningsfrekvensen så mycket som sexfaldigt. Hans experiment visade också att järn är avgörande för utvecklingen av larvstadiet.
År 1918 utnämndes Warburg till professor vid Kaiser Wilhelms institut för biologi i Berlin-Dahlem (del av Kaiser-Wilhelm-Gesellschaft). År 1931 utsågs han till chef för Kaiser Wilhelm-institutet för cellfysiologi, som grundades året innan genom donation av Rockefeller-fonden till Kaiser-Wilhelm-Gesellschaft (som efter kriget blev Max-Planck-Gesellschaft).
Warburg undersökte tumörernas metabolism och respiration av celler, särskilt cancerceller. Han tilldelades Nobelpriset i fysiologi 1931 för sin "upptäckt av andningsenzymernas art och funktion".
Priset kom efter att ha mottagit 46 nomineringar under en period av nio år som började 1923, varav 13 lämnades 1931, året då han tilldelades priset.
Nobelpristagaren George Wald, som avlade sin Ph.D.-examen i zoologi vid Columbia University, mottog en utmärkelse från U.S. National Research Council för att studera med Warburg. 
Under sin tid med Warburg, 1932-1933, upptäckte Wald A-vitamin i näthinnan.